# Liste der Monuments historiques in Longchamp-sous-Châtenois
Die Liste der Monuments historiques in Longchamp-sous-Châtenois führt die Monuments historiques in der französischen Gemeinde Longchamp-sous-Châtenois auf.

## Liste der Objekte
| Bezeichnung                | Beschreibung                                                                          | Standort                       | Kennzeichnung | Schutzstatus    | Datum     | Bild |
| -------------------------- | ------------------------------------------------------------------------------------- | ------------------------------ | ------------- | --------------- | --------- | ---- |
| Josephsaltar               | rechter Seitenaltar; Altartisch und Retabel; Holz, farbig gefasst und vergoldet, 1718 | in der Kirche St-Élophe (Lage) | PM88000515    | Classé          | 1969      |      |
| Linker Seitenaltar         | Altartisch und Retabel; Holz, farbig gefasst und vergoldet, um 1718                   | in der Kirche St-Élophe (Lage) | PM88000514    | Classé          | 1969      |      |
| Hauptaltar                 | Altartisch, Tabernakel und Retabel; Holz, farbig gefasst und vergoldet, 1722          | in der Kirche St-Élophe (Lage) | PM88000517    | Classé          | 1969      |      |
| Glocke                     | Bronze                                                                                | in der Kirche St-Élophe (Lage) | PM88001109    | Classé gelöscht | 1908 1945 |      |
| Skulptur Heiliger Eliphius | Stein, um 1600                                                                        | in der Kirche St-Élophe (Lage) | PM88000511    | Classé          | 1969      |      |
| Kruzifix                   | Elfenbein, 18. Jahrhundert                                                            | in der Kirche St-Élophe (Lage) | PM88000512    | Classé          | 1969      |      |
| Kanzel                     | Holz, 17. Jahrhundert                                                                 | in der Kirche St-Élophe (Lage) | PM88000513    | Classé          | 1969      |      |
| Skulptur Madonna mit Kind  | Stein, 16. Jahrhundert                                                                | in der Kirche St-Élophe (Lage) | PM88000516    | Classé          | 1969      |      |